# Union Metallic Cartridge Company

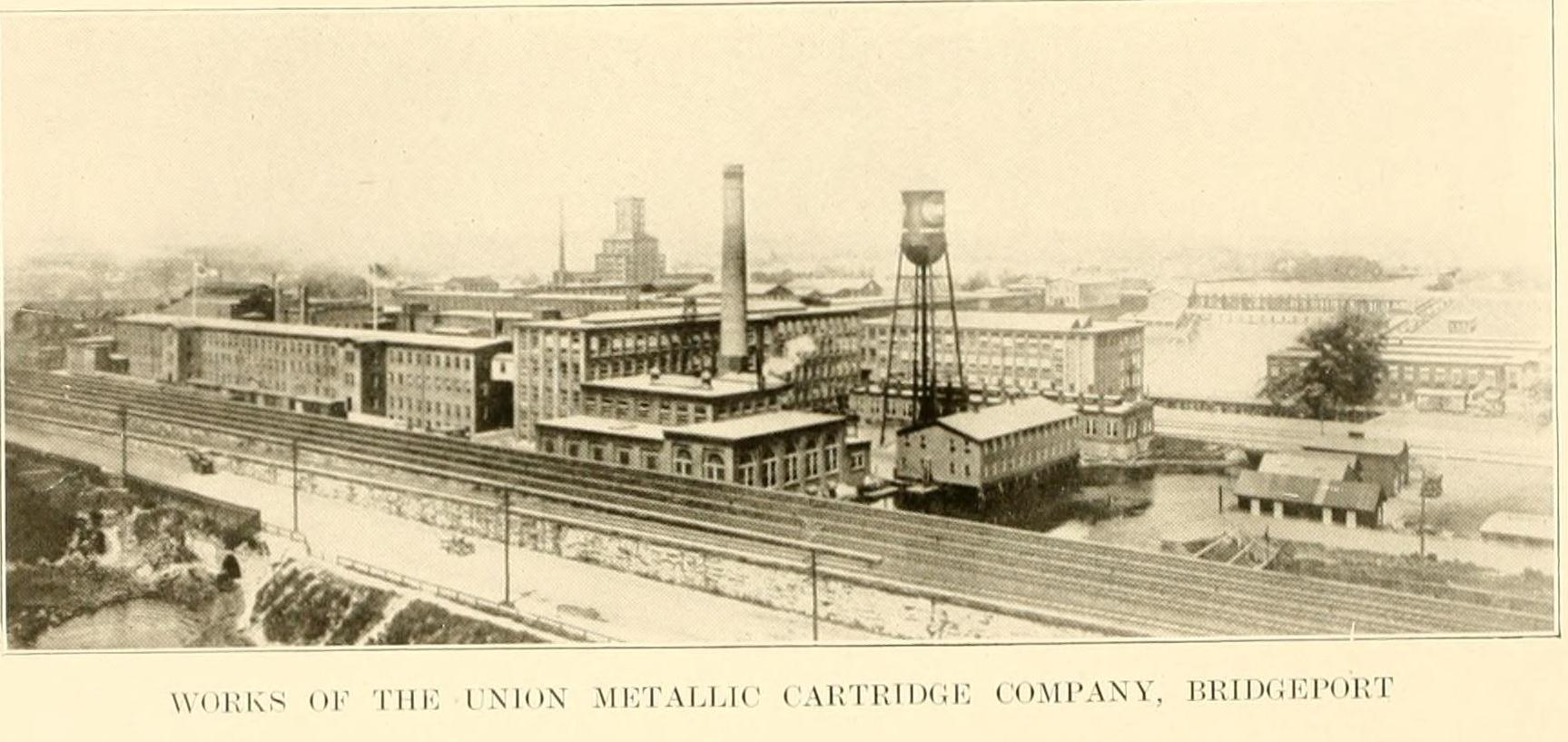

Union Metallic Cartridge Company (UMC) перший виробник боєприпасів для ручної зброї. Компанія була утворена в 1867 під час тогочасної швидкої еволюції набоїв. В 1912 році компанія об'єдналася з Remington Arms, виробничий комплекс в Бриджпорті, штат Коннектикут став головним поставщиком під час Першої світової війни. Фабрика була штаб-квартирою Ремінгтона до 1984 і став джерелом спортивних та поліцейських боєприпасів з маркуванням на гільзі REM-UMC до 1970.

## Історія
Нью-Йоркська спортивна фірмі Schuyler, Hartley & Graham придбала двох невеликих виробників набоїв з Нової Англії в 1866. Обладнання компаній Crittenden & Tibbals Manufacturing Company з Південного Ковентрі, штат Коннектикут та C.D. Leet з Спрингфілда, штат Массачусетс, було переведено до Бриджпорту де було розпочато виробництво боєприпасів компанією, яка отримала назву Union Metallic Cartridge & Cap Company до вересня 1897 року коли компанія отримала назву Union Metallic Cartridge Company.
14 травня 1906 року склад пороху на Сакссесс-Гілл було зруйновано вибухом 16 тон пороху. Жертв не було, але звістки про пошкодження дійшли до Лонг-Айленда. В лютому 1909 UMC побудувала 58 метрову дослідну стрілецьку башту, яка стала найвищою будівлею в Коннектикуті на багато років. В дослідній башті скидали розтоплений свинець з висоти 41 метр у чани з холодною водою глибиною 1,8 метри.

## Об'єднання з Ремінгтоном
В 1888 році Schuyler, Hartley & Graham придбали збройне виробництво Е. Ремінгтон та Сини і створили Remington Arms в якості виробництва зброї для спортивного бізнесу. Ремінгтон об'єднали з UMC в 1912 і Бриджпорт став корпоративною штаб-квартирою Remington-UMC, а виробництво залишилося в Іліоні, штат Нью-Йорк. Виробництво боєприпасів у Бриджпорті тривало до 1970. Корпоративна штаб-квартира Ремінгтона в 1984 році була переведена в Делавер, і до 1988 року Ремінгтон покинув фабричний комплекс в Бриджпорті.